# Гуров, Николай Алексеевич

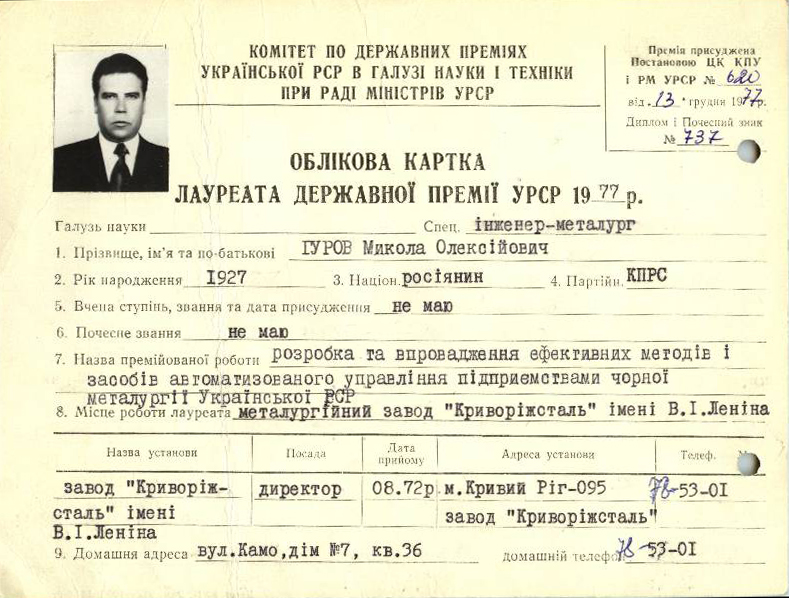

Никола́й Алексе́евич Гу́ров (укр. Микола Олексійович Гуров; 10 мая 1927, Днепропетровская область — 21 января 2005, Мариуполь, Донецкая область) — советский хозяйственный руководитель, директор Криворожстали и Мариупольского металлургического завода имени Ильича.

## Биография
Родился 10 мая 1927 года в селе Дмитриевка, Днепропетровская область, УССР, СССР.
В 1952 году окончил Днепропетровский металлургический институт. С 1952 по 1972 год работал на Макеевском металлургическом заводе — вальцовщиком, помощником мастера и начальником смены прокатного цеха № 2, помощником и заместителем начальника и начальником прокатного цеха № 1, в течение 10 лет — начальником ПДО, заместителем и главным инженером завода.
С августа 1972 по 1981 год — директор завода «Криворожсталь». Депутат Криворожского городского совета.
В 1981—1982 годах — начальник управления «Укрметаллургпром».
В 1982—1990 годах — директор Мариупольского металлургического комбината имени Ильича. После двух лет заграничной командировки возвратился на комбинат на должность заместителя главного инженера.
Автор 35 изобретений.
Умер 21 января 2005 года в Мариуполе.

## Награды
- Государственная премия УССР в области науки и техники (13 декабря 1977);
- орден Трудового Красного Знамени;
- орден «Знак Почёта»;
- орден «За заслуги» (Украина) 3-й степени;
- медали.

## Память
- Николаю Гурову в Мариуполе установлен памятник в лугопарке, который носит его имя[4].